# Girlfriend
«Girlfriend» — австралійський щомісячний журнал для дівчат віком від 12 до 17 років, у якому знаходяться інформація про розваги, моду, красу та різні поради. Започаткований у 1988 році компанією Futura Publications.
В 2005 вебсайт журналу створив програму «U Make The Mag». Це був перший випадок в історії, коли журнал дозволив читачам обирати фотомоделей, колір, теми для наступних випусків. Проте наразі ця програма не працює.
В 2006 журнал відсвяткував 18-річницю і виграв «Magazine Publisher's Awards» за Best Website and Editorial Initiative. З 2007 журнал почав писати про те як очищувати природу і економити ресурси та енергію. У наш час[коли?] вебсайт журналу є одним із найвідвіданіших сайтів в Австралії.

## Girlfriend Fiction
Проект Girlfriend Fiction знаходиться в співпраці із Allen & Unwin. В серії знаходяться 19 повістей Повісті написані різними письменниками, які пишуться від лиця дівчини підліткового віку.

### Повісті
- My Life and Other Catastrophes — Ровена Мор (Rowena Mohr) (лютий 2008, Allen & Unwin) ISBN 978-1-74175-286-1
- The Indigo Girls — Пенні Руссон (Penni Russon) (лютий 2008, Allen & Unwin) ISBN 978-1-74175-292-2
- She's With the Band — Джордія Кларк (Georgia Clark) (травень 2008, Allen & Unwin) ISBN 978-1-74175-287-8
- Always Mackenzie — Кейт Констабль (Kate Constable) (травень 2008, Allen & Unwin) ISBN 978-1-74175-293-9
- The (Not Quite) Perfect Boyfriend — Лілі Вілкінсон (Lili Wilkinson) (серпень 2008, Allen & Unwin) ISBN 978-1-74175-346-2
- Step Up and Dance — Талія Калкіпсакіс (Thalia Kalkipsakis) (серпень 2008, Allen & Unwin) ISBN 978-1-74175-555-8
- Sweet Life — Ребекка Лім (Rebecca Lim) (листопад 2008, Allen & Unwin) ISBN 978-1-74175-531-2
- Cassie — Беррі Джонсберг (Barry Jonsberg) (листопад 2008, Allen & Unwin) ISBN 978-1-74175-347-9
- Bookmark Days — Скот Гарднер (Scot Gardner) (січень 2009, Allen & Unwin) ISBN 978-1-74175-578-7
- Winter of Grace — Кейт Констабль (Kate Constable) (січень 2009, Allen & Unwin) ISBN 978-1-74175-620-3
- Something More — Мо Джонсон (Mo Johnson) (квітень 2009, Allen & Unwin) ISBN 978-1-74175-528-2
- Big Sky — Мелайні Феранда (Melaina Faranda) (квітень 2009, Allen & Unwin) ISBN 978-1-74175-711-8
- Little Bird — Пенні Руссон (Penni Russon) (липень 2009, Allen & Unwin) ISBN 978-1-74175-864-1
- What Supergirl Did Next — Thalia Kalkipsakis (липень 2009, Allen & Unwin) ISBN 978-1-74175-867-2
- Fifteen Love — Р. М. Корбет (R. M. Corbet) (жовтень 2009, Allen & Unwin) ISBN 978-1-74237-015-6
- A Letter from Luisa — Ровена Мор (Rowena Mohr) (жовтень 2009, Allen & Unwin) ISBN 978-1-74175-874-0
- Dear Swoosie — Кейт Констабль (Kate Constable) та Пенні Руссон (Penni Russon) (січень 2010, Allen & Unwin) ISBN 978-1-74237-198-6
- Thirteen Pearls — Мелайні Феранда (Melaina Faranda) (квітень 2010, Allen & Unwin) ISBN 978-1-74237-202-0
- The Boy/Friend — Р. М. Корбет (R. M. Corbet) (червень 2010, Allen & Unwin) ISBN 978-1-74237-286-0
- Three Things About Daisy Blue — Кейт Гордон (Kate Gordon) (жовтень 2010, Allen & Unwin) ISBN 9781742372129